# Captador solar pla
Els col·lectors solars plans o captadors solars plans són la tecnologia solar tèrmica més comuna a Europa. La seva funció, com la de tots els col·lectors solars, és captar l'energia provinent de la radiació solar i convertir-la en energia calorífica.
Consisteixen en un recinte que conté una placa absorbent de color fosc amb passadissos de circulació de fluids i una coberta transparent per permetre la transmissió d'energia solar al recinte. Els costats i la part posterior del recinte estan aïllats normalment per reduir la pèrdua de calor a l'ambient. Un fluid de transferència de calor circula per l'interior de per absorbir calor del col·lector solar provocat per la irradiació solar.
El fluid de treball en climes tropicals i subtropicals normalment és l'aigua. En climes en què és probable la congelació s'utilitza un altre tipus de fluid de treball similar a un anticongelant de cotxe. Si s'utilitza un fluid de transferència de calor, s'utilitza normalment un intercanviador de calor per transferir calor del líquid col·lector solar a un dipòsit d'emmagatzematge d'aigua calenta. El disseny més comú de l'absorbidor consisteix en tubs de coure units a una xapa metàl·lica d'alta conductivitat tèrmica (que pot ser de coure o d'alumini). Generalment, s'aplica un revestiment fosc al costat orientat al sol del conjunt absorbent per augmentar l'absorció d'energia solar. Un revestiment absorbent habitual és la pintura d'esmalt negre.
En els dissenys de col·lectors solars d'alt rendiment, la coberta transparent és de vidre calent temperat i amb un contingut reduït d'òxids de ferro igual que per a les plaques solars fotovoltaiques. El vidre també pot tenir un patró de punteig i un o dos recobriments antireflectants per millorar encara més la transparència. El recobriment absorbent és típicament un recobriment selectiu, en què el selectiu significa tenir la propietat òptica especial per combinar una elevada absorció a la part visible de l'espectre electromagnètic acoblada a baixa emissió en l'infraroig. Això crea una superfície selectiva, que redueix l'emissió d'energia del cos negre de l'absorbidor i millora el rendiment.

## Aplicacions
El col·lector solar pla vidrat s'usa generalment en sistemes de calefacció d'aigua domèstics o en instal·lacions d'aigua calenta sanitària. La temperatura de funcionament és generalment entre 30 °C i 60 °C.